# Shpresa Hadri
Shpresa Hadri (mac. Шпреса Хадри; ur. 6 marca 1963 w Tetowie) – północnomacedońska polityczka pochodzenia albańskiego, absolwentka studiów magisterskich na Uniwersytecie Europy Południowo-Wschodniej w Tetowie, wybierana do Zgromadzenia Republiki Macedonii z ramienia Demokratycznego Związku na rzecz Integracji w wyborach parlamentarnych z lat 2014 i 2016.